# Máscara (revista)

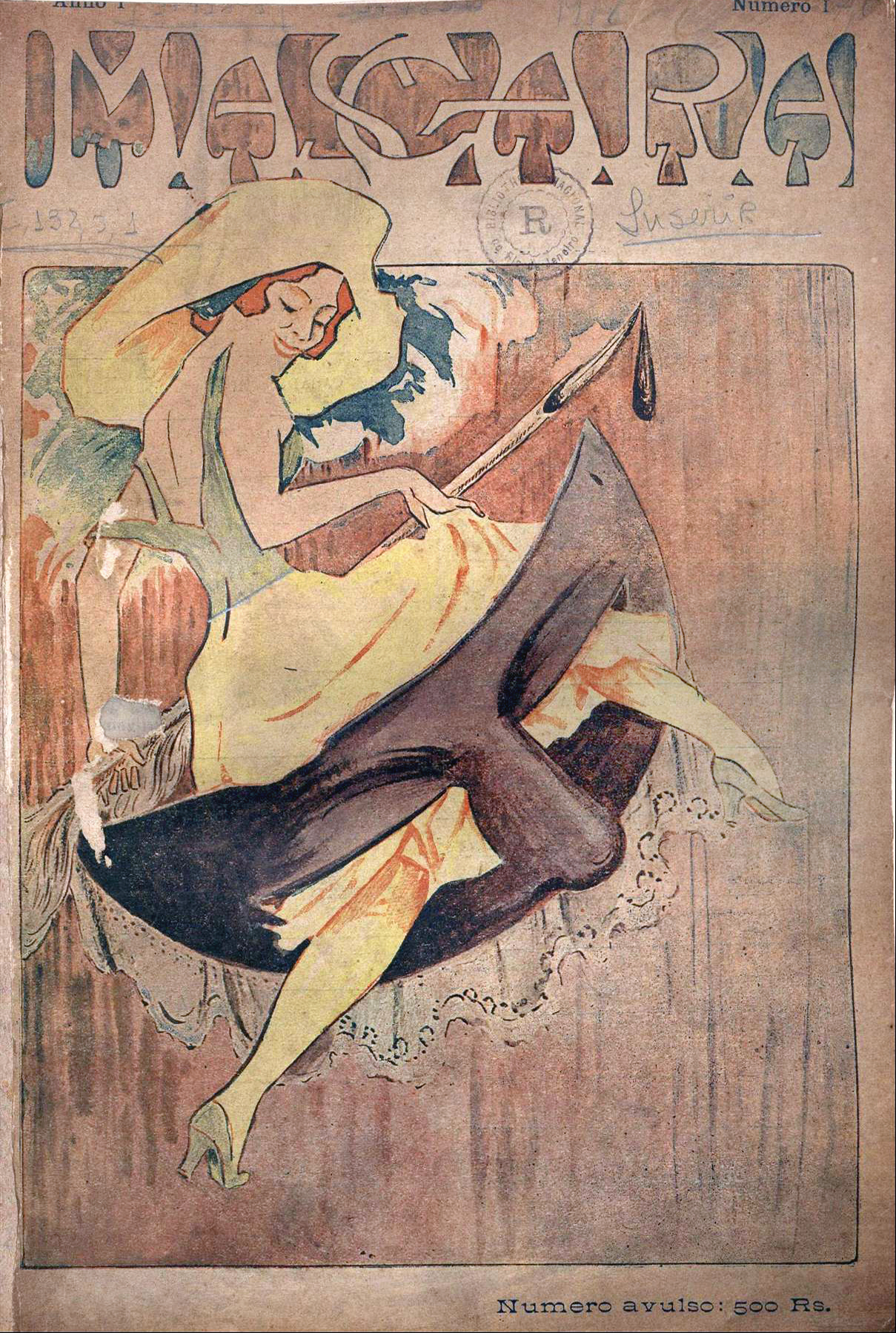
Capa da primeira edição

Máscara foi uma revista ilustrada publicada na cidade brasileira de Porto Alegre no início do século XX. Desempenhou um papel relevante na construção de um imaginário e de práticas sociais e culturais vinculados à modernidade, além de constituir uma plataforma onde os avanços da indústria e das artes gráficas podiam ser exibidos, mas destinava-se primariamente à elite.

## História
Foi fundada em 1918 pelos jovens intelectuais Augusto Gonçalves de Sousa Júnior, Wedemar Ferreira e Fábio Barros, tendo Wedemar Ferreira como primeiro diretor e como redatores De Sousa Júnior, Dyonélio Machado, J. L. Santana, Sócrates Diniz e Cyrino Prunes. Ao longo dos anos teve muitos colaboradores. Iniciou como uma publicação semanal, em 1924 passou a ser quinzenal, e em 1925, mensal, encerrando suas atividades em 1928.
Circulou na capital e várias cidades do interior, oferecendo crítica literária e artística, crônicas, contos, poesias, trechos de romances, artigos sobre história e política, crônica social, tendências da moda, agenda de teatro, cinema e arte, e reportagens sobre esportes e atualidades. Suas ilustrações incluíam vinhetas gráficas, reproduções de pinturas e desenhos, caricaturas, publicidade e fotografias. A capa era sempre ilustrada com uma imagem de página inteira.
A revista divulgou consistentemente as reformas urbanas de Porto Alegre ocorridas nesta década, alinhando-se ao programa político do governo e mostrando em imagens não apenas a evolução dos espaços e a inauguração de novas obras, mas também plantas e projetos de renovação urbanística. Fez uma significativa cobertura da elite política, social e cultural de Porto Alegre e de outras cidades do estado, apresentando seus retratos e divulgando suas atividades, seus hábitos de consumo, seus casamentos e alianças. Informava sobre os mecanismos do sistema de arte e cultura, descrevendo os projetos, as produções, as contratações, as associações, as indústrias, as redes distribuidoras, os sucessos de público, a aprovação institucional. Buscava ainda fazer conexões entre a realidade local e o panorama internacional, na perspectiva de enfatizar que Porto Alegre e o estado estavam acompanhando o progresso dos centros mais desenvolvidos do mundo.